# Kate Hudson
Kate Garry Hudson je ameriška filmska igralka, nagrajena z Zlatim globusom, nominirana za Oskarja, * 19. april 1979, Los Angeles, Kalifornija.

## Zgodnje življenje
Hudsonova je bila rojena v Los Angelesu, Kalifornija, 19. aprila 1979 mami igralki Goldie Hawn in očetu  igralcu komiku Billu Hudsonu. Njena starša sta se razvezala osemnajst mesecev po njenem rojstvu. Ona in njen brat (igralec Oliver Hudson) sta ostala pri mami. Kate ima tri polbrate in polsestre: Emily in Zacahary Hudson. Goldie Hawn se je pozneje poročila z igralcem Kurt Russellom.
Kate je judovskega, italijanskega in angleškega rodu.
Leta 1997 je diplomirala na šoli v Santa Monici. Kasneje je bila sprejeta na univerzo New York University, vendar se je odločila, da bo opustila šolanje in se raje posvetila igralski karieri.

## Kariera
Hudsonova je kariero začela v filmu Almost Famous (2000) kot Penny Lane, za katerega je dobila nominacijo za oskarja in nagrado Zlati globus. Prej je nastopala v stranskih vlogah v filmih, kot so Gossip in 200 Cigarettes.
Leta 2002 je nastopila v filmu Štiri peresa.
Naslednje leto je nastopila v romantični komediji Kako se znebiti fanta v 10 dneh.
Kasneje je nastopala v še veliko filmih, kot so Alex in Emma in Helenca na preizkušnji, Odklenjena skrivnost in Ni vse zlato, kar se sveti.
Leta 2009 je skupaj z Anne Hathaway zaigrala v filmu Vojna med nevestama, letos pa jo bomo lahko videli v filmu Devet, kjer bo zaigrala ob slavnih igralcih, kot so Daniel Day-Lewis, Marion Cotillard, Penelope Cruz, Nicole Kidman in Judi Dench.

## Osebno življenje
Hudsonova se je 31. decembra 2000 poročila z igralcem Chrisom Robinsonom v Aspenu, Kolorado. Par je živel v hiši, ki je bila nekoč last režiserja Jamesa Whala. 14. avgusta 2006 pridejo v javnost govorice, da se par ločuje, 18. novembra istega leta pa Robinson vloži ločitvene papirje, 22. oktobra 2007 pa se dokončno ločita.
Ko se par loči, Kate nekaj časa hodi z Ownom Willsonom, vendar se istega leta razideta.
Pozneje istega leta v javnost pridejo govorice, da hodi z igralcem Daxom Shepardom.
Od maja do junija 2008 je Hudsonova hodila z Lancejem Armstrongom.
Trenutno prijateljuje z Alexom Rodriguezom.
S Chrisom Robinsonom ima 1 otroka, sina Ryderja Russella Robinsona. Po sedmih letih, 9. julij 2011 se je Ryderju pridružil bratec Bingham 'Bing' Hawn Bellamy, ki je plod njene zveze s pevcem britanske zasedbe Muse, Mattom Bellamy-jem. Le devet mesecev po začetku njene zveze z Mattom Bellamy-jem je Kate že zanosila.

## Filmografija
| Leto | Film                            | Vloga                 | Drugo                                                                                |
| ---- | ------------------------------- | --------------------- | ------------------------------------------------------------------------------------ |
| 1998 | Desert Blue                     | Skye Davidson         |                                                                                      |
| 1998 | Ricochet River                  | Lorna                 |                                                                                      |
| 1999 | 200 cigaret                     | Cindy                 |                                                                                      |
| 2000 | Vse njegove ženske              | Dee Dee               |                                                                                      |
| 2000 | Skoraj popularni                | Penny Lane            | Nominirana: oskar za najboljšo igralko Nominirana: Zlati globus za najboljšo igralko |
| 2000 | Gossip                          | Naomi Preston         |                                                                                      |
| 2000 | About Adam                      | Lucy Owens            |                                                                                      |
| 2002 | Štiri peresa                    | Ethne                 |                                                                                      |
| 2003 | Ločitev po francosko            | Isabel Walker         |                                                                                      |
| 2003 | Alex in Emma                    | Emma Dinsmore         |                                                                                      |
| 2003 | Kako se znebiti fanta v 10 dneh | Andie Anderson        |                                                                                      |
| 2004 | Helenca na preizkušnji          | Helen Harris          |                                                                                      |
| 2005 | Odklenjena skrivnost            | Caroline Ellis        |                                                                                      |
| 2006 | Jaz, ti in nadloga Dupree       | Molly Peterson        |                                                                                      |
| 2008 | Ni vse zlato, kar se sveti      | Tess Finnegan         |                                                                                      |
| 2008 | Punca najboljšega prijatelja    | Alexis                |                                                                                      |
| 2009 | Vojna med nevestama             | Olivia »Liv« Lerner   |                                                                                      |
| 2009 | Devet                           | Stephanie Necrophuros | post-produkcija                                                                      |
| 2010 | The Killer Inside Me            | Amy Stanton           |                                                                                      |